# Alan Morgan
Pour les articles homonymes, voir Morgan.
Alan Morgan est un skipper américain né le 30 mars 1909 à Los Angeles et mort le 22 juin 1984 à Rancho Mirage. 

## Carrière
Alan Morgan est sacré champion olympique de voile en classe 8 m aux Jeux olympiques d'été de 1932 de Los Angeles à bord de l'Angelita.